# Sara Gutiérrez Galve
Sara Gutiérrez Galve (Barcelona, 1994) és una cineasta catalana. Es graduà en Comunicació Audiovisual per la Universitat Pompeu Fabra on començà a desenvolupar el que serà el seu primer llargmetratge: Yo la busco produïda per Nanouk Films. El film va ésser tutoritzat pels cineastes Jonàs Trueba, Mar Coll i Javier Rebollo.
Yo la busco, allunyada de tòpics, retrata una parella d'amics a la crisi vital de la pèrdua de la joventut. Va rebre el Premi al millor actor protagonista (Dani Casellas) al Festival de Màlaga 2018 i també fou premiada com a Millor pel·lícula al Festival d'Audiovisual Català Som Cinema. L'any 2019 fou una de les nominades a millor pel·lícula als Premis Gaudí.